# Phare de Sakonnet
Le phare de Sakonnet (en anglais : Sakonnet Light) est un phare actif situé au large de à Little Compton dans le Comté de Newport (État de Rhode Island).
Il est inscrit au Registre national des lieux historiques depuis le 10 février 1983 .

## Histoire
Ce phare à caisson a été érigé sur Little Cormorant Rock, à l'entrée de l'estuaire de Sakonnet River (en), le point le plus à l'ouest d'un groupe d'îlots rocheux.
La lumière a été désactivée en 1954 après l’ouragan Carol et allait être détruite, mais les citoyens locaux ont protesté. Carl et Carolyn Haffenreffer ont finalement acheté le phare en 1961. La lentille de Fresnel d'origine de quatrième ordre est exposée au Maine Lighthouse Museum de Rockland, dans le Maine.
L'association Friends of Sakonnet Point Lighthouse l'a acquis en 1985 et il a été réactivé par la United States Coast Guar en 1997. Une restauration de 1,45 million de dollars du phare a été achevée en 2012. Les Amis de la Lumière Sakonnet ont reçu le Rhody Award 2012 de la Commission de la préservation historique et du patrimoine de Rhode Island pour leurs travaux (Rhode Island Historical Preservation and Heritage Commission (en).

## Description
Le phare  est une tour cylindrique en fonte avec une double galerie et une lanterne de 20 m de haut, comprenant le logement du gardien sur trois étages, montée sur un caisson en béton. La tour est peinte en blanc avec une bande rouge à la base et la lanterne est noire. Il émet, à une hauteur focale de 19 m, un éclat blanc de 0.3 seconde par période de 6 secondes. Sa portée est de 7 milles nautiques (environ 13 km) pour le feu blanc et un feu à secteurs rouge couvrant les hauts-fonds dangereux d'une portée de 5 milles nautiques (environ 9 km).

## Caractéristiques dufeu maritime
Fréquence : 6 secondes (WR)
- Lumière : 0.6 seconde
- Obscurité : 5.4 secondes

Identifiant : ARLHS : USA-718 ; USCG : 1-17577 - Amirauté : J0523 .
|          |
| Le phare |

|          |
| Le phare |

### Lien connexe
- Liste des phares au Rhode Island